# 784
Évszázadok: 7. század – 8. század – 9. század
Évtizedek: 730-as évek – 740-es évek – 750-es évek – 760-as évek – 770-es évek – 780-as évek – 790-es évek – 800-as évek – 810-es évek – 820-as évek – 830-as évek
Évek: 779 – 780 – 781 – 782 –  783 – 784 – 785 – 786 – 787 – 788 – 789

## Események

### Európa
- Folytatódik a szászok felkelése a frank uralom ellen. Nagy Károly az osztfálok területét dúlja fel és eljut egészen az Elbáig, míg fia, ifjabb Károly a Lippe folyó völgyében győzi le a szászokat.
- IV. Paulosz konstantinápolyi pátriárka idős kora és megromlott egészsége miatt lemond és kolostorba vonul, ahol az év végén meghal. Helyére Eiréné régens császárné választottja, Tarasziosz szenátor kerül, aki nincs is pappá szentelve.
- I. Abd al-Rahmán córdobai emír elkezdni a Cordóbai nagymecset építését.

### Japán
- Kanmu császár meg akar szabadulni a narai templomok buddhista papságának befolyásától és udvarát (ezzel az állam székhelyét) áthelyezi Nagaoka-kjóba.

## Születések
- Ibn Szad al-Bagdadí, arab történetíró
- Theodrada, Nagy Károly lánya

## Halálozások
- Freisingi Arbeo, püspök
- Fulrad, Saint-Denis apátja, Nagy Károly tanácsadója
- Autpert Ambrose, frank teológus
- IV. Paulosz, konstantinápolyi pátriárka
- Salzburgi Virgil, püspök

## Fordítás
- Ez a szócikk részben vagy egészben  a(z)   784 című angol Wikipédia-szócikk ezen változatának fordításán alapul.  Az eredeti cikk szerkesztőit annak laptörténete sorolja fel. Ez a jelzés csupán a megfogalmazás eredetét és a szerzői jogokat jelzi, nem szolgál a cikkben szereplő információk forrásmegjelöléseként.